# 斯特拉斯平 (昆士蘭州)
斯特拉斯平（英語：Strathpine）是澳大利亚昆士兰州布里斯本中央商业区以北的郊区。0.8%的居民在家說官话。